# Celia Kaye

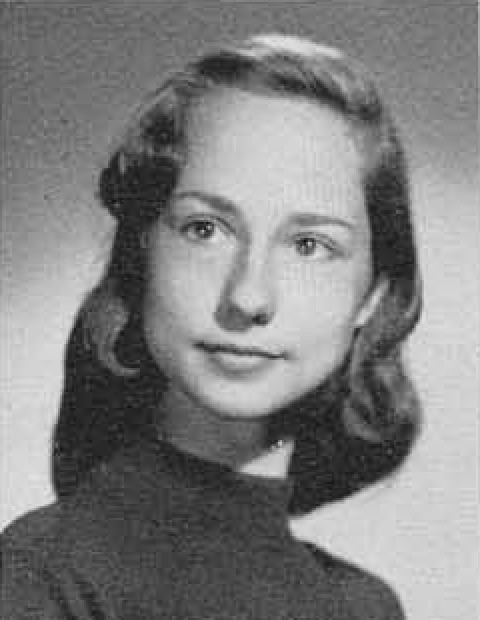
Foto von Celia Kaye im Jahrbuch ihrer Abschlussklasse (1959)

Celia Kaye (* 24. Februar 1942 in Carthage, Missouri als Celia Kay Burkholder) ist eine US-amerikanische ehemalige Schauspielerin, die zeitweise auch als Model arbeitete. Nach der Heirat mit dem Regisseur, Drehbuchautor und Filmproduzenten John Milius im Jahre 1978 und auch nach der Scheidung trat sie öffentlich vorwiegend als Celia Milius in Erscheinung.
Kaye, die ihre aktivste Zeit in den 1960er und 1970er Jahren hatte, wurde für ihre Darstellung der Karana in Insel der blauen Delphine, einer Verfilmung des gleichnamigen Romans, im Jahre 1965 mit einem Golden Globe Award in der Kategorie „Beste Nachwuchsdarstellerin“ ausgezeichnet.

## Leben

### Karrierebeginn
Celia Kaye wurde am 24. Februar 1942 in der Stadt Carthage im US-Bundesstaat Missouri als Tochter des Chemieingenieurs John W. Burkholder und dessen Ehefrau Kathryn, die eine private Vorschule betrieb, geboren und in weiterer Folge auf den Namen Celia Kay Burkholder getauft. Von Freunden und Familie wurde sie stets bei ihrem zweiten Vornamen Kay gerufen. Zu ihren Ahnen zählen Deutsche und Cherokee. Als sie ein Jahr alt war, zog die kleine Familie nach Wilmington in Delaware, der sogenannten Chemical Capital of the World. Hier wurde auch ihr jüngerer Bruder Johnny geboren. Nach dem Besuch der heute in der damaligen Form nicht mehr existierenden Henry C. Conrad High School bei Wilmington, die sie im Jahre 1959 beendete, schloss sie in weiterer Folge die Philadelphia Modeling and Charm School ab. Danach wurde sie als Model tätig. Bereits während ihrer Schulzeit wirkte sie an Theaterproduktionen mit und gehörte mitunter der National Thespian Society an.
Während ihrer Zeit in Wilmington wurde sie ab ihrem fünften Lebensjahr fünf Jahre lang in Ballett und Stepptanz ausgebildet und lernte fünf Jahre lang Klavier, sowie zwei Jahre lang Orgel. Ihre Anfänge im Schauspielbereich wagte sie in lokalen Theaterproduktionen wie Brigadoon oder Of Thee I Sing. Während ihrer High-School-Zeit betätigte sie sich auch sportlich und gehörte dem Tennis- sowie dem Schwimmteam der Sportabteilung ihrer High School an. Nebenbei war sie drei Jahre lang auch Wettkampfschwimmerin und Wasserspringerin beim Wilmington Swim Club, mit dem sie durch den Mittleren Osten der Vereinigten Staaten tourte. Des Weiteren war Burkholder, die mit drei Jahren das Schwimmen lernte, bereits zu dieser Zeit ausgebildete Rettungsschwimmerin (Red Cross Lifesaver), sowie Ausbildnerin und Rettungsschwimmerin beim Valleybrook Swim Club. Nach ihrem High-School-Abschluss zog sie im Jahre 1959 nach Kalifornien, wo sich die damals 17-Jährige im Pasadena Playhouse als Schauspielerin ausbilden ließ. Davor hatte sie im selben Jahr ein Sommersemester des Theaters besucht, woraufhin sie ein Stipendium erhielt. Bis zu ihrem Abschluss am Pasadena Playhouse im Juni 1961 hatte sie an rund 20 Theater- und Fernsehproduktionen des Theaters mitgewirkt.

### Erste Auftritte in Film und Fernsehen
Kurz danach hatte sie ihren ersten nennenswerten Auftritt in Film und Fernsehen, als sie im Jahre 1962 in einer Episode der Western-Serie Wells Fargo mitspielte. Noch im gleichen Jahr erhielt sie eine wiederkehrende Rolle als Marnie Massey, der ältesten von sieben Töchtern von Christine Massey (gespielt von Loretta Young), in The New Loretta Young Show. Kurz davor war James Masons Tochter Portland, die eigentlich für diese Rolle vorgesehen war, aus dem Cast der Serie ausgeschieden. Dabei war sie in den Jahren 1962 bis 1963 in zumindest 15 Episoden zu sehen und ließ sich nebenbei an Eugene Lorings American School of Dance in Hollywood im modernen Jazz Dance ausbilden und war zudem während dieser Zeit Abendschülerin am Los Angeles City College, an dem sie Kinderpsychologie studierte. Die Serie wurde nach nur einer ausgestrahlten Staffel aufgrund ausbleibender Erfolge eingestellt; Celia Kaye hatte davor einen Fünfjahresvertrag bei der Show unterzeichnet. Nach Auftritten in zwei Episode von The Adventures of Ozzie and Harriet im Jahre 1963 wurde sie aufgrund ihrer Athletik und ihres Aussehen in die Rolle der Karana, Hauptcharakter in Insel der blauen Delphine, einer Verfilmung des gleichnamigen Romans, gecastet. Für ihre Darstellung in dem Film, der mit einem verhältnismäßig kleinen Budget binnen fünf Wochen in Nordkalifornien gedreht wurde, erhielt Kaye eine Golden-Globe-Nominierung in der Kategorie „Beste Nachwuchsdarstellerin“. Bei der Verleihung der Golden Globe Awards 1965 waren in der gleichen Kategorie mit Mia Farrow (für ihre Darstellung in Schüsse in Batasi), sowie Mary Ann Mobley (für Get Yourself a College Girl) zwei weitere Nachwuchsdarstellerinnen nominiert; am Ende wurden alle drei mit dem Preis ausgezeichnet. Des Weiteren war sie in diesem Jahr für einen Laurel Award nominiert. Zu diesem Zeitpunkt lebte sie in einem Zimmer über einer Garage in Malibu Beach und fuhr einen hellblauen MGA.
Rund sechs Monate nach der Premiere von Insel der blauen Delphine war Kaye in der Rolle der Ann Shelby in der elften Episode der achten Staffel der Western-Serie Wagon Train, die erstmals am 6. Dezember 1964 auf ABC ausgestrahlt wurde, zu sehen. Als in den nachfolgenden Monaten weitere Engagements ausblieben, wollte Kaye durch Europa reisen und gegebenenfalls danach ihre College-Laufbahn fortsetzen. Über Bob Raditz, den Produzenten von Insel der blauen Delphine, lernte sie Al Ruddy, einen Produzentenkollegen, kennen, der sie für seine nächste Filmproduktion verpflichtete. An der Seite von Michael Parks wirkte sie daraufhin im Jahre 1965 in der weiblichen Hauptrolle der Daphne im dramatischen Liebesfilm Wild Seed unter der Regie von Brian G. Hutton mit. Mit ein ausschlaggebender Grund für die Verpflichtung war, dass Kaye, anders als die meisten Frauen ihres Alters in Hollywood, weniger auf Glamour, sondern vielmehr auf ihre Natürlichkeit setzte, was genau in Ruddys Bild des weiblichen Hauptcharakters für seinen Film passte. Ebenso 1965 spielte sie als Sally Brighton in Fluffy von Regisseur Earl Bellamy mit.

### Karriereausklang nach einem nur kurzen Höhepunkt
Danach dauerte es bis 1967, ehe Kaye für weitere Produktionen engagiert wurde. 1967 sah man sie als Melissa Neal in einer auf zwei Parts aufgeteilten Episode von Bruce Lee – Das Geheimnis der grünen Hornisse, sowie in jeweils einer Folge der Western-Serie Iron Horse und Nachdenkliche Geschichten. In den 1970er Jahren war ihre nur kurze Karriere als Schauspielerin bereits wieder am Ausklingen; es folgten zumeist nur mehr Gastauftritte in jeweils einer Episode diverser Fernsehserien bzw. Kurzauftritte in Filmproduktionen. Für Hauptrollen reichte es bei Weitem nicht mehr. In der Rolle der Helen Nudavik sah man sie 1970 in einer Folge der ABC-Serie Die jungen Anwälte und 1972 wirkte sie im Blaxploitation-Low-Budget-Film The Final Comedown, der Blütezeit der Blaxploitation-Filme, als Renee Freeman mit. In der nur kurzlebigen ABC-Serie Adams kesse Rippe hatte sie 1973 einen Auftritt in der ersten Episode und war im gleichen Jahr im Fernsehfilm Gate of Darkness von Regisseur John Newland zu sehen. Danach spielte sie Willa Sweeney in Unsere kleine Farm (1 Episode, 1974) und Sabina Caddo in Police Story (1 Episode, 1975). In Killer-Schlangen war sie 1976 in der berüchtigten Badewannenszene zu sehen; 1978 spielte sie die Braut von Sam Melvilles dargestellten Charakter Bear im Surferfilm Tag der Entscheidung. Kaye hatte in ebendiesem Jahr John Milius, den Regisseur und Drehbuchautoren des Films geheiratet.
Danach wurde es weitgehend ruhig um die einstige Nachwuchsdarstellerin, deren Mutter am 31. Januar 1981 im Alter von 67 Jahren starb. 1982 sah man sie als Hohepriesterin in Conan der Barbar und 1988 in der Rolle der Sandra im Horrorfilm L.A. Midnight. Beim Kurzfilm The Lotus Gun ihrer Tochter Amanda Milius, die sie mit John Milius, von dem sie sich in späteren Jahren scheiden ließ, hatte, aus dem Jahre 2015 fungierte sie als eine der Produzenten. Von ihrer Tochter wurde das Elternpaar im Abspann des Films mit besonderem Dank bedacht. Ebenfalls im Jahre 2015 hatte sie einen weiteren nennenswerten Auftritt, als sie in der Webserie Class vom Regisseurenduo Steven Caple junior und Tarik Jackson als Rose in Erscheinung trat. Zudem wirkte sie unter anderem an der Seite ihrer Tochter und ihres Ex-Mannes an der 2013 veröffentlichten Dokumentation Milius mit. Im Sommer 2019 nahm sie an der fünften Episode der von Chris Culvenor kreierten Wettkampfshow Holey Moley auf ABC teil und verlor in der ersten Runde gegen die rund 15 Jahre jüngere Dianne Cullen.

## Filmografie (Auswahl)
Filmauftritte (auch Kurzauftritte)
- 1964: Insel der blauen Delphine
- 1965: Wild Seed
- 1965: Fluffy
- 1972: The Final Comedown
- 1973: Gate of Darkness (Don’t Be Afraid of the Dark)
- 1976: Killer-Schlangen (Rattlers)
- 1978: Tag der Entscheidung (Big Wednesday)
- 1982: Conan der Barbar (Conan the Barbarian)
- 1988: L.A. Midnight (Vampire at Midnight)

Serienauftritte (auch Gast- und Kurzauftritte)
- 1962: Wells Fargo (Tales of Wells Fargo; 1 Episode)
- 1962–1963: The New Loretta Young Show (15 Episoden)
- 1963: The Adventures of Ozzie and Harriet (2 Episoden)
- 1964: Wagon Train (1 Episode)
- 1967: Bruce Lee – Das Geheimnis der grünen Hornisse (The Green Hornet; 2 Episoden)
- 1967: Iron Horse (1 Episode)
- 1967: Nachdenkliche Geschichten (Insight; 1 Episode)
- 1970: Die jungen Anwälte (The Young Lawyers; 1 Episode)
- 1973: Adams kesse Rippe (Adam’s Rib; 1 Episode)
- 1974: Unsere kleine Farm (Little House on the Prairie; 1 Episode)
- 1975: Police Story (1 Episode)
- 2015: Class (? Episoden)